# Велбъжд
Вижте пояснителната страница за други значения на Велбъжд.
Велбъжд или Велбужд е укрепен средновековен град на мястото на днешния Кюстендил, приемник на античния град Пауталия.

## Име
В писмените извори от Средновековието името Велбъжд, което произлиза или от старобългарското название за „камила“ или е с етимология от старославянското „бел вожд“, като се среща в исторически архиви още в следните форми: Велвуздиум (XIII век), Велбужд и Велбушка баня (XIV век), Велбондж (XV век), Врушка Баня (1499 – Арнолд фон Харф), Беобушка Баня (1502 – Феликс Петанчич), Констаница Баня (1530 – Венедикт Курипешич), Баня (1573 – Филип дьо Фреан-Капай), Баня-Кюстендил (1575 – Яков Соранс), Кюстендил (XVII век. – Евлия челеби). Velebusdus се нарича Велбъждката архиепископия по време на унията с Римокатолическата църква.

## История

### Първа българска държава
Писмени сведения за града през време на Първата българска държава (VII-XI в.) не са запазени. Не е известно кога Велбъжд е присъединен към новооснованата българска държава, но вероятно това става по време на царуването на кановете Кардам или Крум. По времето на кан Кардам (777 – 802) през 789 г. българските войски настъпват дълбоко в Струмския район и проникват в областта, населена от славянското племе струмци (стримонци). Предполага се, че това племе е обитавало и Велбъждската област. През 809 г. кан Крум (803 – 814) превзема Сердика (Средец), като по този начин разширява границите на българската държава в югозападна посока, към областта Македония. През IX век Велбъжд е български град, като за известно време преминава към Византия. След покръстването, още при княз Борис I (852 – 89), се превръща във важен епископски център и остава такъв през цялото съществуване на Първата българска държава.
След окончателното присъединяване на Велбъжд към българската държава той постепенно придобива облика на останалите раннобългарски центрове. С местността „Хисарлъка", която се намира на височината южно от града. В градоустройствено отношение средновековният Велбъжд, както и през ранновизантийската епоха, се състои от две укрепени части: крепост на местния владетел на хълма „Хисарлъка" и град с крепост долу в котловината.
Към края на X и началото на XI век Велбъжд се намира в границите на Самуиловата държава. Между изброените в апсидата на базилика „Свети Ахил“ в Преспа епископски тронове, подчинени на Българската патриаршия, е и епископският трон на Велбъжд.

### Византийско владичество
През 1018 г. българската държава пада под византийска власт и Велбъжд е включен в пределите на Византийската империя. В дадената от император Василий II Българоубиец (976 – 1025) грамота, където се потвърждават привилегиите на заварените от времето на царете Петър I (927 – 969), и Самуил (997 – 1014) български епископства, е споменат и епископът на Велбъжд, в чието подчинение освен самият град Велбъжд се числят още укрепените градове Сътеска, Германея, Теример, Стоб, Долна Сътеска и Разлог.
За града и района от времето на византийското владичество почти няма писмени сведения. Известно е само, че към средата на XI век настъпват значителни етнически и демографски промени, дължащи се на настаняването между Средец и Ниш на голям брой печенеги. Свидетелство за това са някои топонимични названия, запазени. Смътни спомени с легендарен характер за нахлуването на печенеги във Велбъждския край се съдържат в апокрифния разказ „Видение на пророк Данаил", където се говори за „каган Михаил", който след победа на печенегите намира спасение във Велбъжд.
През време на византийското владичество и по-късно във Велбъждска област се разпространяват богомилството и павликянството. Като косвени свидетелства за наличието на богомилско население във Велбъжд и неговата околност се сочат запазените и до днес топонимични названия, каквито са имената на селата Кутугерци, Богослов, Еремия, Илия, Недокръщеница (западно от Осоговската планина) и др. Велбъжд по това време е и важен епископски център. В епископските списъци от времето на император Алексий I Комнин (1081 – 1118) велбъждският епископ е споменат на трето място след тези на Кастория и Скопие и преди средецкия.
Велбъжд е и важен административен и стопански център. Като средище на голяма и плодородна област развива оживена търговия, за което свидетелства интензивното монетно обращение. От града и околността произхождат многобройни находки от монети, сечени при императорите Алексий I Комнин (1081 – 1118), Мануил I Комнин (1143 – 1180), Андроник I Комнин (1183 – 1185), Исак II Ангел (1185 – 1195) и Алексий III Ангел (1195 – 1203).

### Втора българска държава
През 1204 г., при управлението на цар Калоян (1197 – 1207) Велбъжд е превзет от българската войска и отново става част от българската държава. И през този период градът продължава да е един от важните административно-стопански и епископски центрове. По това време той принадлежи към Прилепската или към Скопската хора (според Дубровнишката грамота на цар Иван Асен II (1218 – 1241) от 1230 г.). За известен период от време, през царуването на цар Михаил II Асен (1246 – 1257), когато много родопски крепости и цяла Македония са завоювани от никейския император Теодор II Ласкарис (1254 – 1258), Велбъжд става пограничен град на българската държава. След смъртта на цар Иван Асен II и настъпилия временен упадък на българската държава Велбъжд за известно време е присъединен към Византийската империя от император Йоан III Дука Ватаций (1222 – 1254).
През време на Втората българска държава Велбъжд се радва на голям икономически разцвет. В околностите му и по склоновете на планината Осогово се експлоатират различни рудни находища – главно за добиване на цветни метали и желязо. Значението на Велбъжд като духовен център е подчертано и от римския папа Инокентий III (1198 – 1216). Чрез своя легат, представител на апостолическата църква в България, той изпраща палиум на митрополитите Анастасий Велбъждски, Сава Преславски и на търновския архиепископ Василий Търновски.

### Рашка и Душаново царство
Под предводителството на протосеваст Хрельо в края на 13 и началото на 14 век, крал Стефан II Милутин и кралица Анна Тертер отвоюват Велбъжд и околността от властта на нововъзстановената Византия. Войските на краля нахлуват по долините на реките Вардар и Струма и завладяват Велбъжд, който за дълги години попада под властта и влиянието на Неманичите.
На 28 юли 1330 г., в битката при Велбъжд между българската войска, водена от цар Михаил III Шишман Асен (1323 – 1330), и войската на кралство Рашка, предвождана от крал Стефан Урош III Дечански (1321 – 1331), войската на Търновското царство претърпява тежко поражение, а цар Михаил Шишман е тежко ранен и три дни по-късно умира.

### Велбъждско деспотство
Към средата на XIV век в Югозападна България се формира ново държавно образувание с център Велъбжд начело с фамилията на Деяновци (Драгаши). Родоначалник на Деяновци е севастократор и деспот Деян Драгаш. Владенията на неговите синове Йоан Драгаш и Константин Драгаш се простират между реките Вардар и Струма, а за столица е избран главният град на областта Велбъжд. При Константин Драгаш деспотството има голямо териториално разширение, но изпада в зависимост от Османската империя. Константин Драгаш загива заедно с Крали Марко /също османски васал/, сражавайки се на страната на Баязид I в битката при Ровине срещу влашкия владетел Мирчо Стари през 1395 година. Последен владетел на Велбъжд е Юсуф (или Стефан, с рождено име Яков), вероятно помохамеданчен син на Константин Драгаш. По името на Константин Драгаш след покоряването му от османските турци градът е наречен Кюстендил според практиката на османските завоеватели да назовават завладените градове по името на последния християнски владетел.

### Османска власт
След окончателното покоряване на града християнското население е прогонено, избито и помохамеданчено. На негово място в града се заселва турско население от Мала Азия. Името Велбъжд се заменя по името на Константин Драгаш, който е дядо на последния владетел на Константинопол – Константин XI Палеолог – с Константил-или (Константинова земя), което преминава в Кьостендил, а оттам в Кюстендил.

## Велбъждска епископия
С прекъсването на сведенията за Пауталия през ранното средновековие, спират и сведенията за Пауталийската епископия, която под името Велбъждска епископия се споменава едва във времето на края на Първата българска държава. Още в първата грамота на византийския император Василий II (976 – 1025), касаеща църковната уредба на завладените български земи и датирана в 1019 г., на седмо място е поставена епископията Велбъжд, подчинена на архиепископа на България. От императорската грамота е видно, че епископията се е намирала между средецката, нишката и брегалнишката епископии, като е обхващала на изток Германия (дн. Сапарева баня) и Разлог: „...и епископът на Велбъжд да има в самия Велбъжд, и в Сътеска, и в Германия, и в Теример, и в Стоб, и в Долна Сътеска, и в Разлог 15 клирици и 15 парици...“. Това е най-ранното упоменаване на Велбъждската епископия, но безспорен е изводът, че грамотите на Василий II утвърждават вече съществуващото положение в църковната уредба на българската държава.
В епархийските списъци на Константинополската патриаршия от времето на император Алексий I Комнин (1081 – 1118) е представена и епископията на Велбъжд, подчинена на архиепископа на България, като този път с поставена на трето място, след Кастория и Скопие. В следващите епархийски списъци, които се датират в годините на властване на Мануил I Комнин (1143 – 1180), но в които името на архиепископия България е архаизирано и е наречена Юстиниана Първа – епископията Велбъжд отново е поставена на трето място. От XI-XII век до наши дни са достигнали имената на няколко велбъждски епископи: Никифор Велбъждски, Гавраил Велбъждски и Йоан Велбъждски.
За нарасналото място и роля на Велбъжд в църковната администрация в годините на възстановяването на българската държава можем да съдим от факта, че при подписването на унията между Българската църква и Ватикана в 1203 г., палиуми от римския папа Инокентий III (1198 – 1216) освен примаса на България – архиепископ Василий Търновски, получават само още двама архиепископи – Анастасий Велбъждски и Сава Преславски. Епископ Анастасий Велбъждски играе активна роля в сключването на унията с Римокатолическата църква по време на царуването на крал Калоян (1197 – 1207). Споменат е в Бориловия синодик, заедно със своите приемници – епископите Епифаний Велбъждски и Димитрий Велбъждски.
В края на XIII век Вълбъжд е завладян от византийци, а впоследствие е включен в границите на държавата на Неманичите. През втората половина на XIV век Велбъжд става център на ново държавно образувание Княжеството на Драгаши, известно и като Велбъждско деспотство. Като административен център Велбъжд запазва значението си на духовен център на Велбъждската епископия. От XIV век са известни имената на двама велбъждски епископи – Калиник Велбъждски и Григорий Велбъждски.
До падането на Велбъждското деспотство под османско владичество Велбъждската епархия е била подчинена първоначално на Цариградската патриаршия, а от 1018 г. до 1557 г. е под юрисдикцията на Охридската архиепископия.

## Католическа архиепископия Велбъжд
За кратко в началото на XIII век по време на унията с Рим, Велбъжд е католическа архиепископия на Римокатолическата църква. При подписването на унията между Българската църква и Ватикана в 1203 г. римският папа Инокентий III (1198 – 1216) изпраща палиум на велбъждския архиепископ Анастасий Велбъждски. През царуването на Иван Асен II (1218 – 1241) г. Българската църква отново се връща в лоното на православието.

От 1953 г. Велбъжд е титулярна (без съответния диоцез и юрисдикция) католическа архиепископия с титулярен епископ.

## Други
На Велбъжд е наречена улица в квартал „Васил Левски“ в София (Карта).